# Gerardo Vallejo
Gerardo Vallejo (4 de gener de 1942 - 7 de febrer de 2007) va ser un director i guionista argentí de cinema.
Gerardo Vallejo va ser un director de cinema que en la seva curta obra va merèixer elogis tant al país, com a l'exterior per dues pel·lícules sobre moments claus de la història política del país, El camino hacia la muerte del viejo Reales i El rigor del destino.

## Biografia
Va néixer el 4 de gener de 1942 a Tucumán. Va cursar el col·legi secundari en el Gymnasium UNT. El 1965 es va rebre de director de cinema documental en l'Institut de Cinematografia de la Universitat Nacional del Litoral, que dirigia Fernando Birri. Vallejo va començar a destacar-se quan el 1968 es va convertir en l'assistent de Fernando Solanas i Octavio Getino en el documental extens i prohibit durant molt de temps La hora de los hornos.
La seva primera pel·lícula va ser realitzada el 1968 i titulada El camino hacia la muerte del viejo Reales.
Va estar molt relacionat amb el cinema argentí tant com director com guionista, actor, productor, etc.
Havia iniciat la seva carrera a mitjan '60 en el grup Cine Liberación, al costat de Fernando "Pino" Solanas i Octavio Getino.
Amb la tornada a la democràcia, entre 1973 i 1976, es va dedicar a registrar la lluita dels treballadors de la Fotia (Federació Obrera Tucumana de la Indústria Sucrera), en una sèrie de documentals reunits sota el títol Testimonios de Tucumán.
Després d'un atemptat contra la casa dels seus pares el 1974 es va exiliar a Panamà, i més tard a Espanya, a causa del perill que corria al seu país durant l'última dictadura argentina.
El 1979 va crear en Madrid una escola de cinema per la qual van passar 150 alumnes durant els tres anys que va estar oberta. Durant aquest període va escriure Un camino hacia el cine.
El 1984, després de la restauració de la democràcia torna a l'Argentina. El llibre Un Camino hacia el Cine és editat per El Cid Editor.
Entre 1985 i 1989 treballa a El rigor del destino, el seu tercer llargmetratge, filmat a Tucumán, amb el qual obté gran èxit de crítica i públic en tot el país.
El 12 de juny de 1997 rep una plaqueta recordatòria com a homenatge de l'Honorable Cambra de Diputats de la Nació en reconeixement de la seva trajectòria artística en defensa de les causes populars i a la valenta aportació realitzada a la Cinematografia Argentina”.
Al juny de 1998 Vallejo inicia una sèrie Testimonial titulada La Memoria del Pueblo. El Primer treball d'una hora de duració juntament amb Homenaje a los Mártires del 16 de junio de 1955, en el qual relata amb material d'arxiu i testimoniatges el bombardeig a Bombardeig de Plaza de Mayo efectuat per avions de l'Armada Argentina, amb l'objectiu de produir un cop d'estat per a enderrocar al govern constitucional, del qual van ser víctimes centenars de civils morts i ferits. Aquest testimoniatge va ser emès el mes de juliol per ATC dues vegades donada la gran repercussió provocada per la primera emissió.
Realitza el segon testimoniatge audiovisual d'aquesta sèrie Homenaje al movimiento del 9 de junio de 1956, que reflecteix la història d'aquest alçament cívic militar que encapçalat pel general Juan José Valle, va intentar restituir la democràcia avassallada per la dictadura anomenada “Revolució Alliberadora”, que va ocasionar 3 morts en el bàndol governamental i 2 entre els revoltats. Posteriorment 31 civils i militars van ser afusellats a José León Suárez i s la Penintenciaría Nacional per la dictadura de Pedro Eugenio Aramburu.
Durant els anys 2001 i 2002 dirigeix un Taller de Cinema al Partit Justicialista de Moreno, amb l'auspici d'aquesta Municipalitat de Buenos Aires.
Va morir en Buenos Aires el 7 de febrer de 2007 als 65 anys, a causa d'un càncer pulmonar. En el seu honor es va batejar amb el seu nom al Festival de Cinema més important de la província de Tucumán.

## Filmografia
- El camino hacia la muerte del viejo Reales, 1974.
- Testimonios de Tucumán 1972/74. Sèrie de 24 curtmetratges per Canal 10.
- Reflexiones de un salvaje, 1978. Espanya.
- El rigor del destino, 1985. Rodada a Tucumán.
- Con el alma, 1995. Rodada a Tucumán.
- El inocente (inacabada), sobre una novel·la de Julio Ardiles Gray, 2000.
- Martín Fierro, el ave solitaria, 2006.

## Frases
- "EL'exili és així, com un llarg viatge en un tren entre el passat i el futur; igual que aquells viatges de la meva adolescència en el Estrella del Norte, que m'allunyaven de Tucumán, però sempre al mateix temps acostant-me més, en un nou i diferent retorn".[6]
- “L'espai físic dels Valles Calchaquíes m'atreu cinematogràficament com a espai mític. Per a Tucumán són l'ancestre per segles, lligat a la mare Terra”.[6]
- “Falta la mirada de l'interior i la mirada del poble, el seu protagonisme. El que es veu ara és el cinema de la burgesia i de la classe mitjana, però que no expressa els sentiments del poble argentí, que és el que sofreix les postergacions des de fa tant de temps. Al cinema m'interessa mostrar la identitat nacional i la memòria popular, com pot veure's en totes les meves realitzacions”.[6]